# Benjamin Bryan
Benjamin Bryan (* 21. August 1994) ist ein US-amerikanischer Schauspieler und Synchronsprecher.

## Leben
Bereits im Alter von sieben Jahren stand er zum ersten Mal vor der Kamera. Seitdem hat er bereits Gastauftritte in berühmten Serien wie Malcolm mittendrin oder Für alle Fälle Amy absolviert.

## Filmografie

### Synchronrollen
- 2005: Final Fantasy VII: Advent Children (Animationsfilm)
- 2006: Final Fantasy VII – Dirge of Cerberus (Videospiel)
- 2006: Lucas, der Ameisenschreck (Kinofilm)
- 2006: Bärenbrüder 2 (Kinofilm)
- 2006: The Sopranos: Road to Respect (Videospiel)
- 2006: Baten Kaitos Origins (Videospiel)
- 2006: Thrillville (Computerspiel)

### Filme
- 2005: ShadowBox
- 2006: Bye Bye Benjamin
- 2006: Billys Wette oder Wie man gebratene Würmer isst
- 2006: He’s a Bully, Charlie Brown
- 2007: DarkPlace

### Gastauftritte
- 2001: MADtv, Folge 7.5
- 2002: Malcolm mittendrin, Folge 4.3
- 2003: CSI: Den Tätern auf der Spur, Folge 4.9
- 2004: Für alle Fälle Amy, Folge 5.19
- 2004: Immer wieder Jim, Folge 4.5
- 2005: Rodney, Folge 1.21
- 2005: Arrested Development, Folge 3.1
- 2005: Alle hassen Chris, Folge 1.4
- 2005: Without a Trace – Spurlos verschwunden, Folge 4.8
- 2006: Four Kings, Folge 1.1
- 2006: The New Adventures of Old Christine, Folge 2.4